# Leptolaena delphinensis
Leptolaena delphinensis är en tvåhjärtbladig växtart som beskrevs av George Edward Schatz och Lowry. Leptolaena delphinensis ingår i släktet Leptolaena och familjen Sarcolaenaceae. Inga underarter finns listade i Catalogue of Life.